# Bacino delle Lau

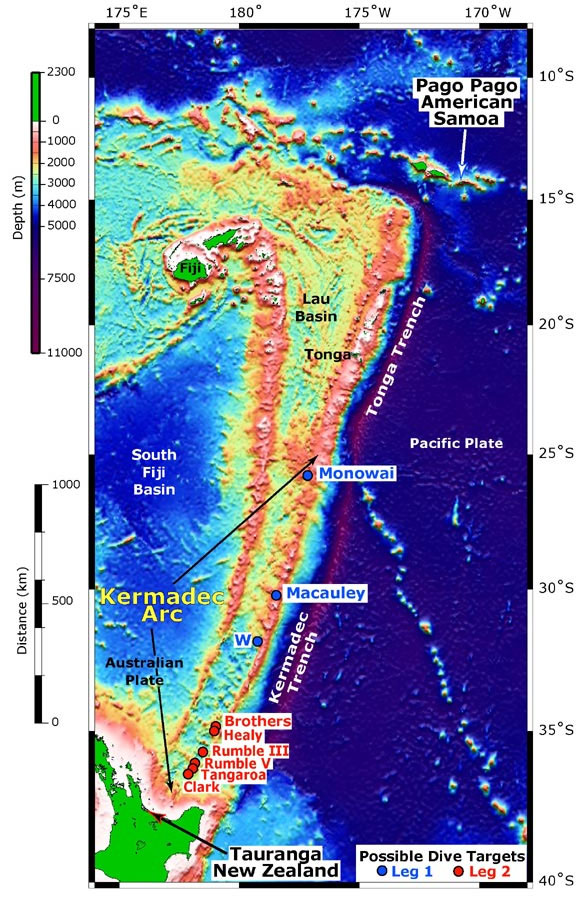
Il bacino Lau è posizionato nella parte superiore di un bacino di retroarco.

Il bacino delle Lau (o bacino Lau, o bacino delle isole Lau) è un bacino di retroarco (considerato anche come bacino interarco) situato al margine di placca pacifico-australiana.
È formato dalla placca pacifica nel suo movimento di subduzione al di sotto della placca australiana. La dorsale delle Tonga-Kermadec e la dorsale Lau-Colville si trovano rispettivamente sul fianco occidentale e orientale del bacino.

## Evoluzione storica
Il bacino delle Lau è un bacino relativamente giovane, con un'età di circa 5 milioni di anni, che separa un arco insulare precedentemente continuo in seguito a un processo di rifting estensionale.
Nel corso del Pliocene, la placca pacifica cominciò ad andare in subduzione al di sotto della placca australiana. In seguito alla spinta verso il basso, la crosta della placca pacifica si fuse, per poi risalire andando a formare la dorsale delle Tonga-Kermadec. Attorno a 25 milioni di anni fa, la placca pacifica cominciò a separarsi dalla placca australiana causando così una frattura nella dorsale vulcanica. Il rifting fu causato dall'espansione del fondale oceanico che iniziò in questa regione circa 6 milioni di anni fa, portando infine alla formazione del bacino Lau tra le due dorsali ormai separate.

## Etimologia
Il nome del bacino fa riferimento all'arcipelago delle isole Lau, costituito da un centinaio di isole e isolette di diverse dimensioni, che è una delle quattordici province delle isole Figi, in Oceania.